# Ерколано
Ерколано (итал. Ercolano) општина је у Италији у регији Кампања. Према процени из 2010. у граду је живело 54.779 становника.

## Становништво
Према резултатима пописа становништва 2011. у општини је живело 53.677 становника.
| 1931.  | 1936.  | 1951.  | 1961.  | 1971.  | 1981.  | 1991.  | 2001.  | 2011.  |
| ------ | ------ | ------ | ------ | ------ | ------ | ------ | ------ | ------ |
| 28.466 | 30.707 | 39.758 | 45.148 | 52.368 | 58.310 | 61.233 | 56.738 | 53.677 |